# Chojnice (stacja kolejowa)
Chojnice – węzłowa stacja kolejowa w Chojnicach, w województwie pomorskim, powiecie chojnickim. Stacja znajduje się przy ulicy Dworcowej, w południowo-wschodniej części miasta.
Na placu przed dworcem do grudnia 2021 znajdował się dworzec autobusowy, przeniesiony z początkiem 2022 na ul. Towarową (na północ od stacji). Spod dworca odjeżdżają autobusy miejskie MZK Chojnice linii 4, 6, 7, LN (z przystanku przy ulicy Warszawskiej) oraz 1 i 8 (z przystanku przy nowym dworcu autobusowym przy ul. Towarowej).

## Historia
Kolej dotarła do Chojnic w 1871 w ramach Królewskich Kolei Wschodnich. Chojnice wówczas miały tylko 3000 mieszkańców. Kolej ta łączyła Berlin z Gdańskiem i Królewcem. Trasa ta została wybrana ze względu na znacznie łatwiejszy teren, jednakże nie przechodziła przez żadne duże miasto. Chojnice stały się węzłem 15 listopada 1877 roku, po wybudowaniu linii do Człuchowa, przedłużonej rok później do Szczecinka. W 1883 powstała linia z Chojnic do Tucholi. W 1894 otwarto linię z Nakła nad Notecią do Chojnic. W 1902 Chojnice uzyskały bezpośrednie połączenie z Kościerzyną.
W październiku 1908 z powodu nagłych i intensywnych opadów śniegu ruch na trasie Chojnice – Piła został wstrzymany na kilka dni.
W pierwszej dekadzie XX wieku ze względu na planowe zwiększenie znaczenia roli odcinka Chojnice – Czersk zdecydowano się na rozbudowę linii do czterech torów. Planowano również przełożenie linii do Tucholi (wykonano nasypy, wykopy oraz przyczółki pod wiadukty drogowe i kolejowe), jednakże prac tych nie dokończono.
Od 1920 granica polsko-niemiecka przebiegała tuż na zachód od Chojnic, a tutejsza stacja była przejściem granicznym, położonym na szlaku uprzywilejowanego tranzytu między Rzeszą a Prusami Wschodnimi.
1 września 1939 podczas obrony Chojnic został wysadzony w powietrze wiadukt kolejowy.
W 1945 Niemcy przywiązywali dużą wagę do obrony Chojnic, ze względu na istniejący tam węzeł kolejowy.
W okresie PRL mimo zapowiadanych projektów węzeł chojnicki nie został zelektryfikowany. 1 kwietnia 1991 wraz z likwidacją parowozowni w Kościerzynie zakończyła się obsługa planowych pociągów pasażerskich trakcją parową.
W 1992 w relacji Kościerzyna-Gdynia pojawiły się pierwsze szynobusy serii SA101, które okazały się wówczas za małe i wkrótce zostały przeniesione na linie o mniejszych potokach podróżnych, w tym na trasę Chojnice-Kościerzyna.
W 2001 zlikwidowano Zakład Taboru w Chojnicach. W marcu 2001 dzięki interwencji i dofinansowaniu samorządu województwa pomorskiego linia Chojnice – Kościerzyna została uratowana przed likwidacją.
W 2007 ze stacji w Chojnicach wyruszył pierwszy pociąg spółki Arriva PCC Rail (dziś Arriva RP).
W lutym 2024 roku zakończył się trwający dwa lata remont budynku dworca. Całość prac wyniosła 24 miliony złotych i była częścią większego projektu unijnego związanego z węzłem integrującym komunikację.

## Linie kolejowe
Chojnice są węzłem kolejowym, w którym krzyżuje się 5 linii kolejowych:
- Linia kolejowa nr 203 Tczew – Kostrzyn,
- Linia kolejowa nr 208 Działdowo – Chojnice,
- Linia kolejowa nr 210 Chojnice – Runowo Pomorskie,
- Linia kolejowa nr 211 Chojnice – Kościerzyna,
- Linia kolejowa nr 281 Oleśnica – Chojnice (czynna tylko w ruchu towarowym),

Wszystkie linie są normalnotorowe i niezelektryfikowane.

## Infrastruktura

### Dworzec
Dworzec znajduje się w środkowej części stacji pomiędzy peronami drugim a trzecim. Budynek jest ceglany, wielobryłowy. Budynek dworca w roku 2015 został przekazany samorządowi miejskiemu. W lutym 2024 roku został oddany do użytku po trwających dwa lata pracach rewitalizacyjnych. Ceremonia otwarcia odbyła się 7 marca 2024 roku.
Kasy biletowe są czynne (od poniedziałku do piątku od 7.00 do 15.00) Od lutego 2024 roku działa Videomat Polregio.

### Perony
Na stacji znajduje się pięć niskich peronów o wysokości 30 cm nad główką szyny. Część peronów ma nawierzchnię z płyt chodnikowych, a część nawierzchnię brukowaną. Perony są połączone ze sobą oraz dworcem autobusowym przejściem podziemnym.

### Inne
Na terenie stacji znajdują się dwie lokomotywownie obsługiwane przez Polregio, dwie wieże wodne pozbawione zbiorników oraz nadal obecne, lecz niewykorzystywane i zaniedbane żurawie wodne.

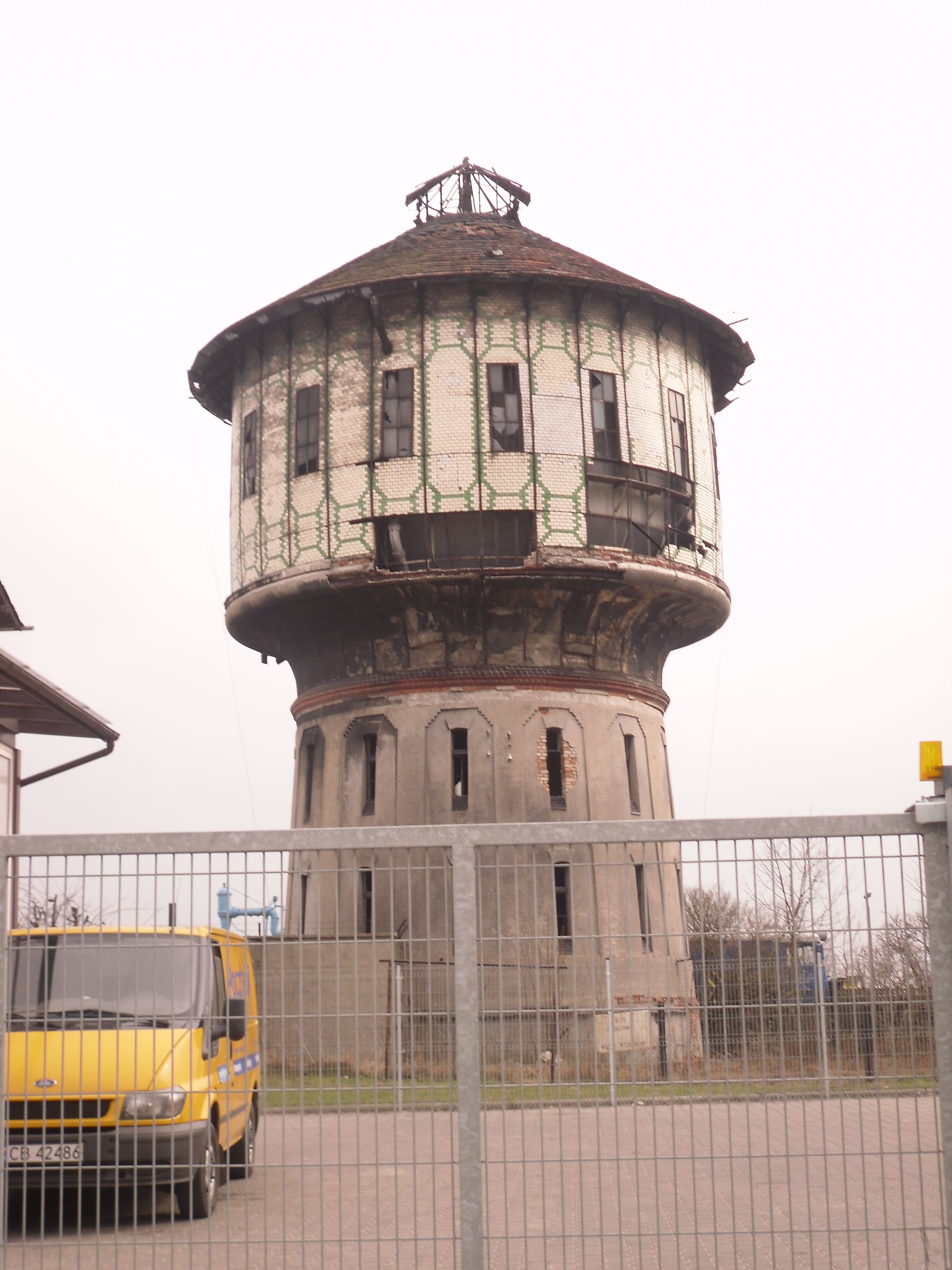
Wieża wodna nr 1(stan z 2010 r.)

## Pociągi

### Połączenia
| Od:                      | Przez: | Do:                              |
| Polregio                 | Polregio | Polregio                         |
| ------------------------ | --- | -------------------------------- |
| -                        | Czersk – Czarna Woda – Starogard Gdański (Pruszcz Gdański – Gdańsk Główny – Sopot – Władysławowo)                            | Tczew (wyd. Gdynia Główna / Hel) |
| (wyd. Słupsk) Szczecinek | (Miastko) Czarne – Człuchów                                                                                                  | –                                |
| Krzyż                    | Piła Główna – Złotów | –                                |
| -                        | Brusy (Somonino – Żukowo) | Kościerzyna (wyd. Gdynia Główna) |
| PKP Intercity            | |                                  |
| Kostrzyn nad Odrą        | Gorzów Wielkopolski – Krzyż Wielkopolski – Złotów – Czersk – Czarna Woda – Starogard Gdański – Tczew – Gdańsk Główny – Sopot | Gdynia Główna                    |
| Arriva RP                | |                                  |
| -                        | Tuchola – Wierzchucin – Maksymilianowo                                                                                       | Bydgoszcz Główna                 |

W rozkładzie 2023/2024 Chojnice posiadały połączenia ze stacjami:
- Tczew,
- Gdynia Główna, Gdańsk Główny,
- Hel (w sezonie letnim),
- Kościerzyna,
- Człuchów, Szczecinek, Słupsk,
- Piła Główna, Krzyż, Gorzów Wielkopolski oraz Kostrzyn nad Odrą
- Bydgoszcz Główna, Tuchola,

Od grudnia 2016 do grudnia 2017 roku przez Chojnice przebiegała trasa pociągu TLK „Kociewie” w relacji Gorzów Wielkopolski-Gdynia Główna i z powrotem. Wraz ze zmianą rozkładu w 2017 roku połączenie zastąpiono TLK „Bory Tucholskie” w relacji Gdynia Główna – Kostrzyn i z powrotem.
Stacja obsługuje również ruch towarowy. Dodatkowo przez stację przejeżdżają pociągi towarowe obsługujące lokalny przemysł oraz składy posiadające przekroczoną skrajnię kolejową.
Od września 2023 roku można dojechać bezpośrednim pociągiem z Portu Lotniczego w Gdańsku do Chojnic.

### Ruch pasażerski
| Rok  | Wymiana roczna | Wymiana pasażerska na dobę |
| ---- | -------------- | -------------------------- |
| 2017 | 511 000        | 1400                       |
| 2018 | 511 000        | 1400                       |
| 2019 | 548 000        | 1500                       |
| 2020 | 659 000        | 1800                       |
| 2021 | –              | 700 – 1000                 |
| 2022 | –              | 1700                       |